# U.F.D.
U.F.D. oder Uncounted Faces of Death waren eine deutsche Hardcore-Band aus Hanau, die von 1987 bis 1995 aktiv war. Ihre kreativste und produktivste Zeit hatte die Band von 1988 bis 1992 in der Besetzung Arno Hartmann (Gitarre), Roi Wellershoff (Bass), Jeff Howard (Schlagzeug) und Norman Schlimmer (Gesang). In dieser Besetzung entwickelte die Band ihren „absolut unkonventionellen und extrem eigenen Stil“ (Alexander Troll im Wahrschauer), der in der Szene kontrovers aufgenommen wurde. Verschiedene Fanzines zählten U.F.D. zu den besten Hardcore-Bands ihrer Zeit. Die Band tourte regelmäßig in Deutschland und im europäischen Ausland, und war vor allem durch ihre exzessiven Liveauftritte bekannt, bei denen sich die Musiker meist völlig verausgabten.

## Geschichte
Unter dem Namen Uncounted Faces of Death gründeten Hartmann, Schlimmer und der Schlagzeuger Jochen Schiffner die Band im Februar 1987. Von Anfang an beschränkten sich die künstlerischen und kulturellen Aktivitäten der Band nicht auf das reine Musizieren. Die Band legte sehr viel Wert auf ihre Texte und verteilte auf Konzerten aufwendig gestaltete Textzettel. Den Veröffentlichungen lagen 16-32seitige Hefte bei, welche die künstlerisch handgeletterten Songtexte in Deutsch und Englisch, Zeichnungen, Grafiken und Comicstrips enthielten. Auch die Cover der Veröffentlichungen, Band-T-Shirts und zahlreiche Konzertposter und -flyer erstellte die Band größtenteils selbst. U.F.D. managten sich selbst und produzierten und vertrieben ihre Veröffentlichungen vorwiegend selbst.
U.F.D. verstanden sich als politische Band und waren in der Hausbesetzer-Scene aktiv. Der Proberaum der Band befand sich im Autonomen Kulturzentrum Metzgerstraße, einem besetzten Haus in Hanau. Die Bandmitglieder lebten teilweise auch dort und beteiligten sich an vielfältigen kulturellen und politischen Projekten. Die Bandmitglieder betätigten sich auch selbst als Konzertveranstalter und organisierten in ihrer Heimatstadt über einhundert Konzerte mit Hardcore-Bands aus aller Welt. Auch die Poster und Flyer für diese Konzerte gestalteten sie selbst. Hartmann veröffentlichte mit Metzgergate und Terrorhythm zwei Compilation-Tapes mit Aufnahmen von diesen Konzerten. Schlimmer veröffentlichte neben den Veröffentlichungen der Band Hefte mit Gedichten und Texten in seinem Kleinstverlag Violess War und beteiligte sich an verschiedenen Fanzines.
Da der Name Uncounted Faces of Death häufig Assoziationen zu der Filmreihe Faces of Death führte, ging die Band schon sehr bald nach der Bandgründung dazu über, fast ausschließlich die Abkürzung U.F.D. zu verwenden. Schon bei ihrem ersten Auftritt im März 1987 hatte sich U.F.D. durchgesetzt. Sporadisch nutzte die Band den Namen Uncounted Faces of Death aber weiter. Nachdem die Band ihre ersten Konzerte als Trio absolviert hatte, stieg im August 87 Roi Wellershoff als Bassist ein. Schlagzeuger Schiffner verließ im Oktober 1988 die Band und der US-Amerikaner Jeff Howard übernahm seinen Platz. Bereits eine Woche nachdem Howard, der „schnellste Mann an der Schießbude, der in Deutschland rumkriecht“ (Moses Arndt im ZAP), in die Band eingestiegen war, folgte der erste Auftritt in neuer Besetzung.
Die Band spielte Konzerte im ganzen Bundesgebiet und nahm im März 1989 dreizehn Songs für ein Uncounted Faces of Death betiteltes „Album on Tape“ auf. 1990 folgte die EP Betonstadtkinder. U.F.D. verwendeten hier erstmals das Signet Bomb it! Records, unter dem auch ihre LP Sei tot! erschien, und unter dem Schlimmer auch in den nachfolgenden Jahren noch Musik veröffentlichte. Im Anschluss an die Veröffentlichung im Sommer absolvierten U.F.D. eine Deutschlandtour mit der Band Trottel aus Budapest. Anlässlich der Tour veröffentlichten die beiden Bands ein Split-Tape. Im Dezember des Jahres schloss sich die erste Tournee im Ausland an. Die Band gab fünf Konzerte in der damaligen CSFR.
Im Frühjahr 1991 gingen U.F.D. mit der, ebenfalls aus Budapest kommenden, Band A.M.D. auf Deutschlandtour. Im September veröffentlichten sie die LP Sei tot!, die sie im Studio von Angel Dust-Sänger Shelko Topalovic aufgenommen hatten. Das Frontcover der LP wurde von dem Hanauer Maler Markus Fleck gemalt. Die Veröffentlichung entstand in Zusammenarbeit mit X-Mist Records und dem Hanauer Verlag/Label Komista. Im Anschluss an die Veröffentlichung tourten U.F.D. durch die CSFR und Polen. Wie auch schon die erste CSFR-Tour wurden die Konzerte von Martin Valášek von Malárie Records organisiert. Für den Vertrieb in Osteuropa veröffentlichte Valášek auf seinem in Valašská Bystřice ansässigen Label die LP Sei tot! auf Tape. Im Sommer 1992 absolvierten U.F.D. eine Europatournee durch 8 Länder mit der Band Resist aus Portland, Oregon.
Nach der Tour verließ Sänger Schlimmer die Band. Seinen Ausstieg hat die Band nicht wirklich verkraftet. Gitarrist Hartmann übernahm zusätzlich den Gesang. Kurzzeitig wurde mit Kai Roessler ein zweiter Gitarrist engagiert. Nachdem Roessler die Band wieder verlassen hatte, produzierte die Band 1994 noch ein Tape mit vier Songs. In den zwei Jahren nach Schlimmers Austritt, spielte die Band noch ca. 10 Konzerte und löste sich Anfang 1995 auf.

## Nach dem Ende der Band
Jeff Howard spielte nach seiner Zeit bei U.F.D. in verschiedenen Bands und ist seit 2012 Schlagzeuger der Band KranK. Norman Schlimmer spielte im Anschluss an U.F.D. für mehrere Jahre Bass bei der Instrumental-Noise-Rock-Band Advanced Chemistry Set 4 Girlz, in der auch der ehemalige U.F.D.-Schlagzeuger Schiffner sowie der Gitarrist Sebastian Obländer mitspielten. Schlimmer veröffentlicht weiterhin gelegentlich Musik im Internet. Er betreibt einen Violess War genannten Literaturblog, auf dem er seine Texte veröffentlicht. Gelegentlich produziert er Street Art.
Im Jahr 2000 produzierte Roi Wellershoff eine Multi-Media CD-ROM, welche unter anderem die gesamte Diskografie, sämtliche Artwork der Band, sowie zahlreiche Fotos und Konzertposter und -flyer enthält. 2009 widmete das Musikportal Church of Zer der Band eine Seite auf der, von der Band autorisiert, mehrere Veröffentlichungen zum Download angeboten werden.
2012 veröffentlichte Torsten Kauke, der Betreiber des Veranstaltungslokals Waggon am Kulturgleis in Offenbach, auf seinem Musikblog Unpop Media unter dem Titel Es gibt wichtigere Dinge als in Frieden zu Leben elf bis dahin unveröffentlichte U.F.D.-Stücke. Die Aufnahmen hatte die Band im Dezember 1988 in der Besetzung Schlimmer/Hartmann/Wellershoff/Howard gemacht, war aber mit den Ergebnissen unzufrieden.

## Diskografie

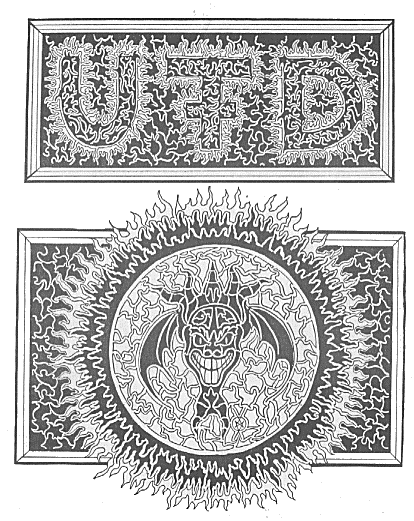
Cover des Beihefts zum Uncounted Faces of Death Tape, Poster, T-Shirt-Design 1989

### Alben
- 1989: Uncounted Faces of Death (U.F.D. Selbstverlag, Tape)
- 1989: U.F.D. / Trottel Split (U.F.D. Selbstverlag, Tape)
- 1991: Sei tot! (Bomb It! Records)
- 1991: Sei tot! (Malarie Records, Tape)

### EPs und Singles
- 1988: Es gibt wichtigere Dinge als in Frieden zu leben (U.F.D./Unpop Media, digital veröffentlicht 2012)
- 1990: Betonstadtkinder (Bomb It! Records)
- 1994: Trashman’s Rising (U.F.D. Selbstverlag, Tape)

### Multimedia-CD-ROM
- 2000: Trashman’s Treasure (U.F.D. Selbstverlag)

### Samplerbeiträge
- 1987: Metzgergate (Röhre Tapes, Tape)
- 1988: Terrorhythmn (Röhre Tapes, Tape)
- 1989: Everything Is Relative (NoHateNoWar Tapes, Tape)
- 1989: You Can’t Beat the Feeling (Your Chance Tapes, Tape)
- 1991: Grüsse aus Atomic Hanau (Kopfzerschmettern Medien, Tape)
- 1991: Untitled (Lars Reppesgard Selbstverlag, Beilage zur #6 des Fanzine Gags & Gore, Hannover, 7″-Single)
- 1992: Think Globally Act Locally (Profane Existence Records, 7″-Doppelsingle)